# Guild Wars
 (avril 2020).
Guild Wars est une série de jeux de rôle en ligne sans abonnement développée par ArenaNet et éditée par NCsoft dont le premier chapitre, Guild Wars Prophecies, est sorti le 26 avril 2005. La série se déroule dans un cadre médiéval fantastique. Elle a connu plusieurs épisodes, notamment Guild Wars Factions et Guild Wars Nightfall, sortis en 2006.
Une suite intitulée Guild Wars 2 est sortie le 28 août 2012. Cinq extensions ont vu le jour.

## Guild Wars

### Chapitres de la série

#### Standalone
- Guild Wars Prophecies, sorti le 28 avril 2005, est le premier chapitre de la série. Il permet d'explorer le continent de Tyrie, envahi par les Charrs.
- Guild Wars Factions, sorti le 28 avril 2006, est le second chapitre de la série. Il permet d'explorer le continent de Cantha, victime d'un fléau étrange. Les classes Assassins et Ritualistes peuvent désormais êtres joués.
- Guild Wars Nightfall, sorti le 27 octobre 2006, est le troisième chapitre de la série. Il permet d'explorer le continent d'Elona, où le crépuscule et un dieu paria apparaissent. Les classes Parangons et Derviches peuvent désormais êtres joués.

#### Extensions
- Guild Wars Utopia, techniquement prévue pour mi-2007, est un opus abandonné au profit de Eye of the North. Il devait posséder des paysages de style amérindien et sud-américain (Aztèque)[1].
- Guild Wars: Eye of the North (GWEN), sorti le 31 août 2007. Cet épisode est une extension PvE demandant de posséder l'un des autres chapitres et seuls les personnages de niveau supérieur à 10 des précédentes campagnes pourront y entrer et ce à la suite d'une mise à jour du 6 décembre 2007. Entre les niveaux 10 et 19, le joueur est placé sous le bonus "se rendre au Nord" qui lui confère les mêmes statistiques qu'un niveau 20. Il permettra d'explorer le Nord de la Tyrie ainsi qu'un réseau de tunnels souterrains. Un nouveau style de quêtes : les donjons souterrains.
- Guild Wars Beyond est une extension gratuite débuté fin mars 2010. Elle ne demande aucune installation supplémentaire et s'ajoute automatiquement à votre jeu lors de son lancement. Elle est régulièrement complétée par des patchs implantés sous la forme de mises à jour. Cette extension continue l'histoire de la Tyrie (elle se passe après GWEN) en y ajoutant une longue suite de quête nommé "La guerre en Kryte", et elle continue l'histoire Canthienne (après la chute de Shiro) avec une suite de quête nommé "Vent de changement".

#### Ajouts
- La Fournaise des Lamentations, sortie à l'automne 2005, est une extension gratuite pour Guild Wars Prophecies ajoutant une zone PvE.
- Les Îles Antagonistes, extension sortie début 2006, concentre le contenu PvP dans un lieu accessible depuis tous les chapitres. Dans Prophecies, l'ancien accès au tournoi mondial a été converti en cartes PvE.
- Le Domaine de l'Angoisse, sorti le 1er décembre 2006, rajoute des zones d'exploration élites à Guild Wars Nightfall.
- Un Mission Pack est sorti fin novembre 2007. À l'origine, ce pack était obtenu gratuitement après avoir effectué un certain montant d'achat dans la boutique en ligne du jeu ou sur le service PlayNC à l'occasion d'une promotion lors de la sortie de Eye of the North. Il est depuis disponible à la vente directe dans la boutique en ligne du jeu ainsi que chez certains revendeurs en ligne. Il contient 4 missions historiques de l'univers de Guild Wars :
  - La fuite de Gwen après la Fournaise qui a détruit Ascalon en Tyrie ;
  - La prise du pouvoir par le Blanc-Manteau secrètement aidé des Mursaats en Kryte en Tyrie ;
  - Les guerres Tengu sur Cantha ;
  - La bataille de la forteresse de Jahai entre les armées mortes-vivantes de Palawa Joko et les forces de Turai Ossa dans Elona.
- La mission bonus de M.O.X., sortie début septembre 2008. Il s'agit d'une mission "Bonus" dans le même esprit que le Mission Pack.
- Guild Wars dispose également de plusieurs extensions musicales grâce à un partenariat avec Jeremy Soule, le compositeur des musiques du jeu.
- Les quêtes gratuites de Guild Wars Beyond :
  - La Guerre en Kryte, nouveau pack de quêtes et d'armes accompagné d'un changement de certaines cartes PvE est sorti début 2010. Il poursuit l'histoire développé en Tyrie dans Prophecies ;
  - Vent de changement continue l'histoire sur le continent Cantha.

### Environnement
Les environnements de Guild Wars Prophecies, le premier chapitre, sont fictifs et changent souvent, passant du désert, à la jungle, et aux montagnes ; ils sont fortement inspirés des grands classiques du genre de la fantasy. Ceux de Guild Wars Factions, le second épisode, sont principalement inspirés du Japon et de la Chine ; on retiendra surtout des montagnes et des plaines verdoyantes et sereines contrastant avec une gigantesque cité surpeuplée. Enfin, Guild Wars Nighfall, le troisième épisode, s'inspire largement de l'Afrique et de l’Arabie, tant au niveau des aires de jeu que des ennemis. Quant au dernier Eye of the North la trame permet de revisiter des zones non-explorées de la carte de Guild Wars Prophecies, dont les structures et ennemis sont essentiellement inspirés des civilisations pré-Colombiennes d'Amérique du Sud.
Entre la Tyrie et Cantha se trouvent les Îles Antagonistes, une zone accessible à tous. Cet archipel est le berceau du clan Zaishen. Ils y ont bâti le Grand Temple de Balthazar, un lieu destiné aux affrontements et compétitions. Les joueurs peuvent y acheter un hall de guilde, il sera installé sur une de ces îles.
Dans Guild Wars, tous les royaumes humains vénèrent le même panthéon de dieux.
- Balthazar, dieu du feu et de la guerre.
- Lyssa, déesse de la beauté et de l'illusion.
- Grenth, dieu de la mort et de la glace.
- Dwayna, déesse de l'air et de la vie.
- Melandru, déesse de la terre et de la nature.

Balthazar est vénéré par les guerriers, les parangons, les élémentalistes du feu et les moines consacrés aux prières de protection ou de chatiment. Lyssa est adorée par les envoûteurs et aussi appréciée par les assassins. Grenth par les nécromants, les élémentalistes de l'eau, les ritualistes ainsi que beaucoup d'assassins. Dwayna est quant à elle vénérée par les moines guérisseurs et élémentalistes de l'air. Melandru par les rôdeurs et élémentalistes de la terre. Les Derviches vénèrent tous les dieux et peuvent prendre leur apparence pour terrasser un ennemi particulièrement puissant.

### Système de jeu
Guild Wars s'apparente au jeu de rôle en ligne massivement multijoueurs (MMORPG), mais se distingue de ses concurrents par plusieurs aspects :
- Le jeu favorise la compétition entre joueurs (PvP, Player versus Player) avec plusieurs arènes de différents niveaux, des tournois, des affrontements entre guildes où il faut terrasser le seigneur adverse (Guild versus Guild) avec classement (ladder) mondial, ainsi qu'un très grand championnat nommé l'Ascension des Héros où s'affrontent en permanence des équipes (appartenant à l'un des 5 territoires ou GW est joué : Amérique, Europe, Corée, Japon et Taïwan). À l'issue de ce tournoi, la victoire de l'équipe offrait l'accès momentané vers des zones secrètes du monde (l'Outre-Monde ou la Fissure du Malheur) à tous les joueurs du continent gagnant, jusqu'à ce qu'un autre continent reprenne la victoire. Depuis le 9 août 2007, par souci d'équilibre entre les continents, la "Faveur des Dieux" s'obtient lorsque des joueurs complètent des titres. Elle est accordée au monde lorsque 20 titres ont été accomplis, et chaque titre apporte 3 minutes de faveur supplémentaire.
- Le système de quêtes crée une région propre à chaque personne ou groupe de joueurs — ce qu'on appelle une instance de niveau — une fois dans l'instance ils sont alors seuls pour réaliser leur quête et ne seront pas gênés par d'autres joueurs. De cette façon, il est impossible d'échouer sur une quête ayant pour but d'éliminer un boss ennemi car une autre équipe l'aura abattu avant le groupe ou le joueur.
- La connexion se fait sur un serveur local par continent (Asie, Amérique, Europe) mais il est possible d'aller vers des zones internationales et ainsi de pouvoir croiser n'importe quel joueur de Guild Wars. De nombreux jeux massivement multijoueurs ne permettent pas ce genre de fonctionnement.

Le jeu privilégie le travail en équipe plutôt que la course aux niveaux d'expérience, le nombre de ceux-ci étant réduit (20) et la difficulté de jeu se corsant très rapidement. Une stratégie de groupe solide et bien organisée est vitale pour réussir les diverses missions. Hormis le fait qu'il est plus facile d'affronter une horde d'ennemis déchaînés à plusieurs, certains endroits ne sont accessibles que si on est en groupe. En effet, il faut parfois qu'un membre actionne un levier pour ouvrir une porte pendant que les autres la franchissent et accèdent au portail permettant de changer de zone. Il faut aussi signaler que dès lors qu'un membre du groupe franchit un portail et change de région, les autres membres seront automatiquement téléportés dans la région en question. Il est donc impossible de voir son groupe éparpillé aux quatre coins du monde. Le joueur dispose aussi d'un radar qui affiche la position des joueurs, des PNJ, mais aussi des monstres afin de mieux se localiser dans le vaste univers de Guild Wars.
Ce type de jeu a été baptisé CORPG (pour Competitive Online Role Playing Game soit littéralement jeu de rôle en ligne compétitif) par les développeurs même du jeu : ArenaNet.
- Le jeu est basé de plus sur des titres que l'on a en fonction des "exploits" que l'on peut faire, les titres peuvent être vus par les autres joueurs, ils sont affichés sous le nom du personnage en ville, certains titres confèrent des bonus, par exemple le titre de "porteur de lumière" pour Nightfall confère un bonus d'armure et de dégâts contre une race d'ennemis, dans Eye Of The North, les titres à bonus sont très présents, on a des titres qui donnent des bonus de santé, d'énergie, d'armure ou de dégâts. On ne peut afficher qu'un titre à la fois. Certains titres sont plus durs que d'autres à avoir.

#### Caractéristiques
- Possibilité de choisir une profession secondaire afin d'améliorer ses compétences et de diversifier son gameplay.
- Système de guildes, auxquelles le joueur peut se joindre, pour faire des combats entre guildes, en tournois. De plus, depuis Factions, il existe également un système d'alliance de guildes. Dans Factions une alliance peut contrôler une ville de l'une des 2 factions (Kurzick ou Luxon), si elle dispose de suffisamment de points de cette faction. L'alliance contrôlant l'une des capitales à accès à l'une des 2 zones élites de ce chapitre, le labyrinthe d'Urgoz (Kurzick) ou l'Abîme (Luxon).
- Le jeu, une fois acheté ne nécessite aucun abonnement contrairement à World of Warcraft ou la plupart des MMORPG par exemple. Une fois l'achat effectué et hors frais de connexion Internet, il n'y a plus rien à payer pour pouvoir jouer. Il est toutefois prévu des extensions facultatives, tous les six à neuf mois, que les joueurs pourront acheter pour bénéficier de contenu supplémentaire. L'éditeur précise que ces extensions payantes ne seront pas obligatoires pour pouvoir jouer.
- Guild Wars utilise une technologie différente des autres jeux pour ses mises à jour, technique plus proche du streaming que du téléchargement direct habituel. Le jeu est en effet capable de télécharger ses mises à jour et ses extensions au vol pendant que le joueur est en train d’explorer ou de combattre et ce sans trop consommer de bande passante. Un téléchargement en cours est signalé par une petite icône en forme d’éclair (éventuellement accompagnée d’une taille en kilo ou mégaoctets) dans le coin supérieur droit de la fenêtre de jeu. Le joueur peut également laisser son jeu sur l’écran de démarrage sans se connecter pour laisser le jeu télécharger la mise à jour. Si le joueur entre dans une zone modifiée sans que le contenu ait été intégralement téléchargé alors le jeu le fait patienter et télécharge directement les nouvelles données relatives à cette zone. C’est de cette manière qu’a été également distribuée l'extension de la Fournaise des Lamentations et même Guild Wars Factions bien avant sa sortie officielle sur CD-ROM.
- L’économie du jeu est directement liée aux activités des joueurs et des objets qu’ils récupèrent en affrontant des monstres et revendent par la suite. Ainsi la disponibilité et les prix chez les différents vendeurs varient en fonction de l’offre et de la demande et leur stock n’est pas non plus illimité. Lors de la sortie de Factions par exemple, les vendeurs de runes de Cantha ont été assez rapidement à court de runes d’assassins et de ritualiste car trop de joueurs avaient créé des personnages de ces classes et demandaient de telles runes pour personnaliser leurs pièces d’armures. Cette situation s'est rééquilibrée d'elle-même par la suite.

#### Professions
Chaque joueur qui veut créer un personnage doit définir sa classe (profession). La profession/classe principale détermine l'aspect du personnage, auquel le joueur peut modifier plusieurs caractéristiques physiques (sexe, forme du visage et des yeux, cheveux, couleur de la peau, taille...). Chaque profession offre au joueur 4 ou 5 caractéristiques différentes selon lesquelles il peut développer son personnage, et une caractéristique spécifique à sa profession principale qui améliore l'utilisation des autres. Plus tard dans le jeu, le joueur a la possibilité de choisir une profession secondaire qui lui fait bénéficier des compétences de celle-ci (hors la caractéristique spécifique). Par exemple, un guerrier - qui peut manier des armes blanches - choisissant la profession secondaire d'élémentaliste, peut contrôler les éléments, sans toutefois disposer de la caractéristique conservation de l'énergie, caractéristique spécifique de l'élémentaliste qui lui permet de disposer de plus d'énergie. Plus loin dans le jeu, aussi bien dans la campagne originale que dans Factions et Nightfall, le joueur se voit offrir la possibilité de changer de profession secondaire.
Certaines combinaisons sont ainsi plus efficaces que d'autres. Par exemple, un couple guerrier/moine permet de tanker (résister à des quantités importantes de dégâts). Au contraire, un élémentaliste/moine peut faire un excellent soigneur grâce à la quantité d'énergie élevée que sa classe primaire peut lui apporter, mais n'a pas de bonus de soins apporté par la Faveur Divine.
La couleur associée à la profession est surtout utile dans la chasse aux compétences élites et aux objets uniques. En effet pour obtenir ces compétences de haut niveau il faut utiliser un Sceau de Capture pour la voler sur le cadavre d'un monstre unique (ou boss) de la profession appropriée. De plus la plupart des boss sont susceptibles de laisser tomber ou de dropper à leur mort une arme, un bouclier ou un objet de focus dont ils étaient équipés. Ces objets, dont le nom est inscrit en vert, sont particulièrement recherchés pour leurs caractéristiques qui sont en général au niveau maximal bien que, contrairement aux armes classiques, on ne peut pas en modifier les caractéristiques. Il est possible pour le joueur de modifier des objets plus communs pour obtenir des caractéristiques équivalentes.
Chaque boss est nimbé d'une aura de la couleur correspondant à sa profession et qui permet aux joueurs de facilement déterminer à la fois la profession liée aux compétences qu'il utilise mais aussi les armes et équipements qu'il peut éventuellement dropper.
| Professions | Assassin (A) | Derviche (D) | Élémentaliste (El) | Envoûteur (En) | Guerrier (G) | Parangon (P) | Moine (M) | Nécromant (N) | Ritualiste (Rt) | Rôdeur (R) |
| ----------- | ------------ | ------------ | ------------------ | -------------- | ------------ | ------------ | --------- | ------------- | --------------- | ---------- |
| Prophecies  | Non          | Non          | Oui                | Oui            | Oui          | Non          | Oui       | Oui           | Non             | Oui        |
| Factions    | Oui          | Non          | Oui                | Oui            | Oui          | Non          | Oui       | Oui           | Oui             | Oui        |
| Nightfall   | Non          | Oui          | Oui                | Oui            | Oui          | Oui          | Oui       | Oui           | Non             | Oui        |

##### Prophecies
Il y a six professions introduites dans Guild Wars Prophecies :
- Les élémentalistes (El) ont la faculté de contrôler les éléments : feu, eau, terre, et air. Ils peuvent ainsi déclencher des pluies de feu, ralentir un ennemi en le gelant, assommer un ennemi par un tremblement de terre ou aveugler un adversaire par un éclair éblouissant. Leurs sorts de zone leur permettent d'infliger des dégâts records en un laps de temps très court. Les élémentalistes sont associés à la couleur rouge.
  - Caractéristique spécifique : Conservation d'énergie (augmente l'énergie maximale disponible)
- Les envoûteurs (En) sont les maîtres des illusions, de la désorientation et du contrôle des esprits, ils peuvent diminuer les capacités de leurs ennemis et manipuler leur perception. Ils peuvent être très efficaces contre les lanceurs de sorts car ils drainent leur énergie et peuvent interrompre les incantations, mais aussi contre les classes martiales (guerrier) en utilisant des sorts qui infligent des dégâts et des conditions à des ennemis en train d'attaquer. Les envoûteurs sont associés à la couleur violette.
  - Caractéristique spécifique : Incantation rapide (diminue le temps d'incantation des sorts et sceaux lancés)
- Les guerriers (G) sont maîtres dans le maniement des armes de type épée, hache (à une main) ou marteau (à deux mains) et peuvent porter de lourdes armures qui leur confèrent une protection nettement supérieure à celle des autres classes. Les dégâts qu'ils infligent au corps à corps sont importants. Leur force leur procure notamment davantage de pénétration d'armure. Les guerriers sont associés à la couleur jaune-orangé.
  - Caractéristique spécifique : Force (augmente le taux de pénétration d'armure)
- Les moines (M) peuvent se spécialiser dans la guérison, la protection ou les châtiments pour soigner leurs alliés, les protéger ou attaquer les adversaires en ignorant les armures. En plus de soigner, les moines peuvent ressusciter à volonté les alliés morts. Les moines sont associés à la couleur bleu clair.
  - Caractéristique spécifique : Faveur Divine (confère un bonus de points de guérison chaque fois que le joueur lance un sort de moine)
- Les nécromants (N), grâce à leur connaissance de la mort, du sang, et des malédictions, sont capables d'exploiter les cadavres de ceux qui sont tombés au combat pour faire jaillir une armée de morts-vivants, créer des puits affectant les alliés ou les ennemis, voler la vie des ennemis, ou affaiblir les attaquants ; ils peuvent aussi faire une "dégénération" de santé et faire subir des maléfices . Ils ont aussi la capacité de récupérer de l'énergie lorsque meurent des créatures dans la zone de combat. Les nécromants sont associés à la couleur vert foncé.
  - Caractéristique spécifique : Moisson des âmes (augmente le gain de points d'énergie quand une créature meurt à proximité)
- Les rôdeurs (R) sont spécialisés dans le maniement des arcs (qu'ils peuvent utiliser pour attirer un ennemi à distance) et dans le domptage d'animaux (ou "familiers"), qui les assistent lors des combats en attaquant au corps à corps. Ils peuvent aussi poser des pièges et invoquer des rituels de la nature affectant toutes les créatures dans la zone de diverses façons, par exemple en augmentant les points de vie ou bien en réduisant la durée des enchantements. Les rôdeurs sont associés à la couleur vert clair.
  - Caractéristique spécifique : Expertise (Diminution du coût en énergie de toutes les compétences, sauf des sorts)

Les six classes sont disponibles dans toutes les extensions de Guild Wars.

##### Factions
Le stand-alone Guild Wars Factions ajoute deux nouvelles classes :
- Les assassins (A), sont plus fragiles que les guerriers mais infligent des dégâts beaucoup plus importants que ceux-ci. Un assassin peut se déplacer très rapidement vers ses ennemis ou ses alliés, grâce à la foulée de l'ombre, afin de les surprendre ou au contraire de battre en retraite pour se soigner. Ils sont aussi les seuls à pouvoir porter 2 armes (dagues), et attaquent grâce à des enchainements main droite/main gauche/ambidextrie. Les assassins sont associés à la couleur lilas.
  - Caractéristique spécifique : Attaques critiques (augmente le pourcentage de coups critiques et accorde des points d'énergie supplémentaires à chaque coup critique réussi)
- Les ritualistes (Rt) sont les experts de la création d'esprits qui peuvent attaquer les ennemis à proximité, soigner ou accorder divers bonus pour le Ritualiste et ses alliés. Les ritualistes possèdent en outre des sorts de soins, et des sorts de résurrection. À l'aide de la magie de la canalisation, les ritualistes peuvent infliger des dégâts de foudre. Une autre particularité de cette classe sont les urnes (objet que le ritualiste tient en main en lieu et place de son arme) et les armes spirituelles (qui confèrent des bonus semblables aux enchantements mais contrairement à ceux-ci ne peuvent être dissipées). Les ritualistes sont associés à la couleur turquoise.
  - Caractéristique spécifique : Puissance de l'invocation (augmente la vie des esprits et des créatures invoquées et la durée des sorts d'altérations d'armes)

##### Nightfall
Le stand-alone Guild Wars Nightfall ajoute deux nouvelles classes :
- Les derviches (D) sont des combattants sacrés. Ils trouvent leur place au cœur du combat en blessant plusieurs ennemis (jusqu'à trois) simultanément avec leur faux. Ils possèdent de nombreux enchantements qui affectent les ennemis à proximité. Ils ont également quelques capacités de soins et peuvent prendre temporairement l'apparence et les attributs de l'un des cinq Dieux. Les derviches sont associés à la couleur gris-bleu.
  - Caractéristique spécifique : Mysticisme (récupération de points de vie et d'énergie lorsqu'un enchantement prend fin)
- Les parangons (P) n'ont pas leur place en première ligne malgré une très bonne armure, ils ont un rôle de soutien grâce à leurs javelots et à leurs compétences verbales (cris et chants). Ils possèdent des capacités de soins et de résurrection, et peuvent donner de l'énergie ou augmenter l'armure de leurs alliés. Les parangons sont associés à la couleur jaune.
  - Caractéristique spécifique : Charisme (gain d'énergie pour chaque allié affecté par un cri ou un chant.

## Guild Wars 2

### Chapitres de la série
- Guild Wars 2, second épisode de la série, est commercialisé le 28 août 2012. A la différence du premier épisode, il s'agit d'un MMORPG. Toutefois, il se déroule également en Tyrie.
- Guild Wars 2: Heart of Thorns, sortie en 2015, est la première extension. Elle ajoute la zone de la Jungle de Maguuma.
- Guild Wars 2: Path of Fire, sortie en 2017, est la deuxième extension. Elle ajoute la zone du Désert de cristal et d'Elona.
- Guild Wars 2: End of Dragons, sortie en 2022, est la troisième extension. Elle ajoute la zone de Cantha.
- Guild Wars 2: Secret of te Obscures, sortie en 2023, est la quatrième extension.
- Guild Wars 2: Janthir Wilds, sortie en 2024, est la cinquième extension.

En plus de ces extensions, le jeu propose des "saisons vivantes" entre certaines extensions, permettant l'avancement de l'histoire et l'introduction de nouvelles zones et mécaniques de jeu.

### Système de jeu

#### Races
En plus des Humains, Guild Wars 2 propose au joueur d'incarner les Asuras, les Charrs, les Norn et les Sylvaris.

#### Professions
Il existe neuf professions dans Guild Wars 2 : guerrier, gardien, revenant, rôdeur, voleur, ingénieur, élémentaliste, nécromant et envoûteur.